# اچ‌ام‌اس ترنت (۱۸۷۷)
اچ‌ام‌اس ترنت (۱۸۷۷) (به انگلیسی: HMS Trent (1877)) یک کشتی بود که طول آن ۱۱۰ فوت ۰ اینچ (۳۳٫۵ متر) بود. این کشتی در سال ۱۸۷۷ ساخته شد.